# Caduti della Montagnola

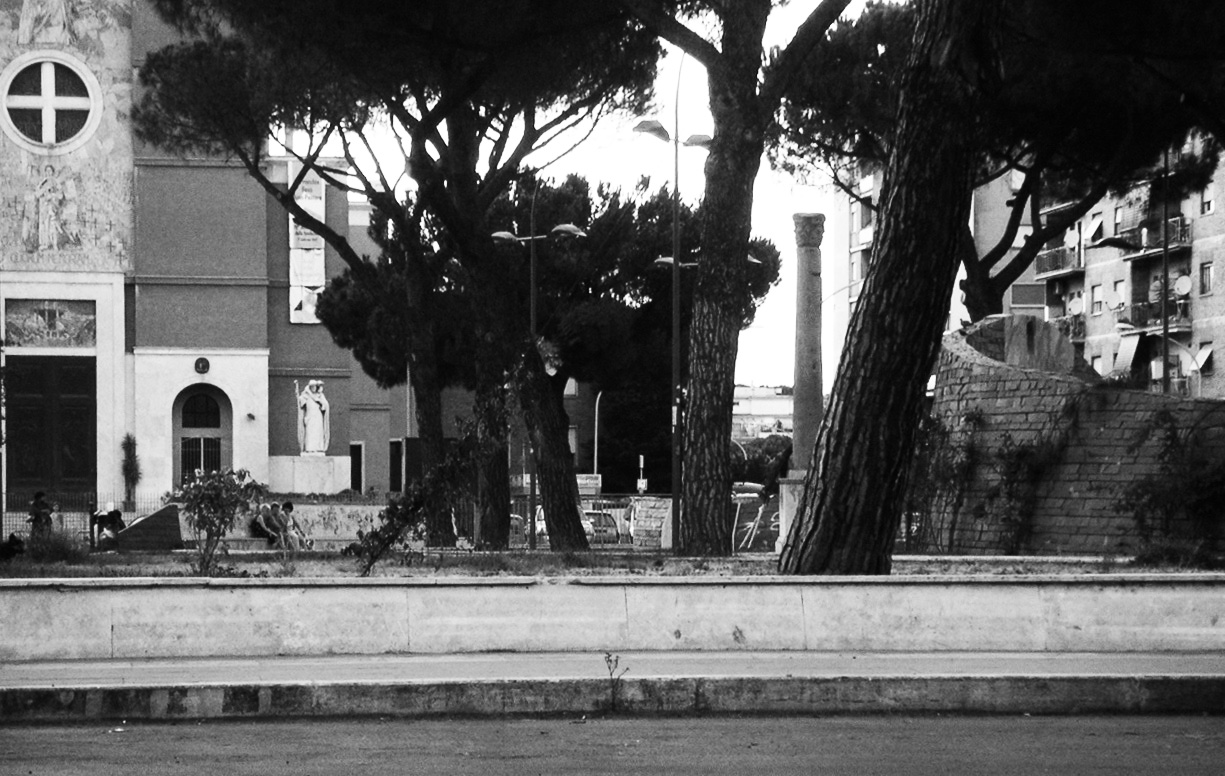
Il monumento ai Caduti della Montagnola, nel giardino della piazza omonima, in Roma (2008)

I caduti della Montagnola furono le 53 vittime (42 militari e 11 civili) degli scontri avvenuti il 10 settembre 1943, tra le truppe tedesche di stanza a sud di Roma o nel litorale, intenzionate a prendere possesso della Capitale, a seguito dell'annuncio dell'avvenuto armistizio di Cassibile, e i granatieri italiani di stanza al forte Ostiense, carristi, carabinieri, gruppi di soldati italiani di varie armi e popolani sommariamente armati intenzionati a resistere, nella zona di Roma comprendente la cosiddetta Montagnola di San Paolo, il forte Ostiense, l'abbazia delle Tre Fontane, l'intersezione della via Laurentina con l'attuale via Cristoforo Colombo e la via Ostiense e i campi dei dintorni. I "caduti" possono essere citati tra i primi della resistenza italiana.

## I combattimenti
Alle ore 6.00 del 10 settembre 1943 un fuoco di fucileria proveniente dall'attuale palazzo della Civiltà Italiana, dal palazzo degli uffici dell’Esposizione e dai ripiani della basilica parrocchiale dei Santi Pietro e Paolo annunciò ai circa ottocento granatieri di Sardegna asserragliati nel forte Ostiense che i tedeschi avevano travolto le difese allestite al ponte della Magliana e si erano ormai insediati nel vicino quartiere dell'EUR. Aggregato al forte vi era l'Istituto religioso Gaetano Giardino, che ospitava circa quattrocento bambini orfani di guerra e minorati psichici, sotto l'assistenza di Don Pietro Occelli e di trentacinque suore francescane.
I granatieri, pur rispondendo al fuoco con i loro fucili 91 ed alcune mitragliatrici, iniziarono a subire perdite e i primi feriti furono portati nell'infermeria dell'istituto per essere assistiti dalle suore.
Alle ore 7.00, da uno spiazzo del palazzo della Civiltà Italiana, un mortaio dei paracadutisti tedeschi cominciò a bersagliare il bastione del forte, dove era stata predisposta la difesa principale dei granatieri. Alcuni paracadutisti tedeschi superarono, quindi, l'odierna via Cristoforo Colombo e la via Ostiense e, con alcuni lanciafiamme, appiccarono il fuoco anche ad alcune strutture dell'istituto religioso.
Don Pietro Occelli, direttore dell'istituto, si assunse il compito di dichiarare la resa del forte, innalzando un lenzuolo bianco sopra una pertica, mentre i combattimenti proseguivano nei dintorni. Nel frattempo, le suore provvedevano a fornire bluse, camicie e altri indumenti ai superstiti soldati del forte.
Suor Teresina di Sant'Anna, al secolo Cesarina D'Angelo, nativa di Amatrice, stava componendo il cadavere d'un granatiere nella cappella del forte Ostiense, quando un soldato tedesco che passava lì accanto fu attratto dal brillare di una catenina d'oro al collo del caduto. Mentre il militare tentava di strappare l'oggetto, la religiosa afferrò il crocifisso di metallo che si accingeva a collocare sul petto del caduto e colpì ripetutamente al viso il tedesco, subendone la furiosa reazione. In quell'istante altre persone si affacciarono nella cappella mettendo in fuga il soldato straniero, ma Suor Teresina, già malata gravemente, morrà otto mesi dopo (8 maggio 1944) per le violenze subite, in una clinica di Via Trionfale.
Occupato il forte, la battaglia proseguì attorno alla scuola elementare di Via Nonantola, a due piccole roccaforti del palazzo dell'ex fascio, nei campi attorno alla Montagnola (casale Ceribelli) e nella casa di Quirino Roscioni, il fornaio della zona, già mutilato della grande guerra. Da quei fortilizi improvvisati, granatieri, guastatori e popolani sostennero un nutrito fuoco e, con alcuni carabinieri attestati nelle case di via Pomposa, sbarrarono il passo della via Laurentina ai tedeschi, impedendo temporaneamente loro di rovesciarsi sulla via Ostiense, sino a porta S.Paolo.
Esaurite le munizioni, Quirino Roscioni, il fornaio che aveva messo a disposizione la sua casa e il forno a soldati e popolani, iniziò a distribuire dei vestiti borghesi ai militari e riuscì a metterli in salvo. Rimasto solo con la cognata Pasqua Ercolani, venne cacciato dai tedeschi dalla sua abitazione e, nel tentativo di raggiungere la vicina parrocchia, fu colpito mortalmente alle spalle da una raffica di mitra, a pochi passi dalla chiesa, insieme alla Ercolani. Altri due parrocchiani - i coniugi Carmine Dieli e Maria Barile - furono trucidati sulle scale della chiesa.
Avuta ragione dei combattimenti, i tedeschi proseguirono verso il centro di Roma lungo la via Ostiense, sino a porta San Paolo, dove era stata allestita un'ultima linea resistenziale che impegnò il nemico sino al tardo pomeriggio del 10 settembre.
Complessivamente, alla Montagnola, al forte Ostiense e nelle vicinanze si contarono 53 caduti, di cui 42 militari e 11 civili.
Un monumento ai caduti della Montagnola venne posizionato nella piazza omonima il 24 marzo 1960.

## Lista dei 53 Caduti della Montagnola
- Militari[7]:

1. Bonifazio Giuseppe, geniere aggregato ai granatieri
2. Bufano Aldo, carrista, nato il 18/07/1919 a Napoli
3. Calicchio Edoardo, granatiere, nato il 3 febbraio 1912 a San Nicola Manfredi (BN)
4. Camillo Silvio, nato il 13/02/1921 a Caorle (VE), carrista
5. Camisani Giacomo, carrista, nato il 16 aprile 1922 a San Gervasio Bresciano (BS)
6. Chieccher Pio, carrista, nato a Levico (TN), decorato con medaglia d'argento al V.M. alla memoria
7. Ciccone Mario, carabiniere
8. Cogliati Rodolfo, nato il 24 agosto 1916 a Cividate al Piano (BG), carrista
9. Crocco Giuseppe, carabiniere, nato a Cusano Mutri (BN) il 24 luglio 1912, decorato con medaglia d'argento al V.M. alla memoria
10. Fiori Giovanni, granatiere
11. Franchini Francesco, carrista, sepolto sacrario militare Verano Roma
12. Incannamorte Nunzio, capitano d'artiglieria, nato il 23 dicembre 1913 a Gravina di Puglia (BA), decorato con medaglia d'oro al V.M. alla memoria
13. Lazzarin Guido, granatiere
14. Locci Ignazio Michele, granatiere, nato a Cagliari
15. Manetto Giulio, granatiere, nato il 18 maggio 1913 a Vicenza, decorato con medaglia di bronzo al V.M. alla memoria
16. Meran Imolo, milite della P.A.I.
17. Mentasti Ivo, guastatore
18. Mercanti Domenico, tenente di arma non precisata
19. Perna Luigi, sottotenente dei granatieri, nato il 12 ottobre 1921 ad Avellino, decorato con medaglia d'oro al V.M. alla memoria
20. Rovedi Giovanni, bersagliere
21. Scali Agostino, nato il 22 marzo 1912 a Sinalunga (SI), decorato con medaglia di bronzo al V.M. alla memoria
22. Solla Alfredo, nato il 2 ottobre 1922 a Benevento, sergente, capocarro  del 6º squadrone semoventi da 47/32, carrista dei Lancieri di Montebello, medaglia d'argento al V.M. alla memoria
23. Tincani Vittorio, nato il 29/07/1921 a Albinea, carrista
24. Valli Andrea, militare di arma non precisata
25. Ventura Luigi, granatiere, nato il 6 ottobre 1922 a San Vincenzo La Costa (CS)
26. Zamboni Edgardo, nato il 30/04/1922 nato a Canaro Rovigo, lanciere, 3º squadrone motociclisti dei Lancieri di Montebello
27. Zanoletti Serafino, granatiere, nato il 10 aprile 1913 ad Ardesio (BG), medaglia d'argento al V.M. alla memoria
28. n. 8 carristi ignoti, irriconoscibili perché carbonizzati
29. n. 3 carristi ignoti, caduti di fronte al n. 54 di Via Laurentina
30. n. 7 granatieri ignoti, caduti in località Campo San Giorgio[8]

- Civili[7]:

1. Barile Maria, domestica, nata a Sepino (CB)
2. Caratelli Angelo
3. Carnevali Francesco
4. Cecchinelli Domenica, madre di cinque figli, nata a San Vincenzo Valle Roveto (AQ)
5. D'Angelo suor Cesarina, nata il 26 maggio 1914 ad Amatrice (RI), deceduta l'8 maggio 1944 per le violenze subite
6. Dieli Carmine, marito di Barile Maria
7. Ercolani Pasqua, nata il 15 aprile 1900 a Contigliano (RI)[4]
8. Fini Giacomo, contadino, padre di otto figli, nato nel 1870 a Fara Sabina (RI)
9. Giammarini Loreto, manovale, nato il 17 febbraio 1887 a Montereale (AQ)
10. Roscioni Quirino, fornaio, nato il 2 dicembre 1894 a Fiastra (MC)
11. ignota popolana, circa settantenne